# ماسیمو ویلیار
ماسیمو ویلیار (ایتالیایی: Massimo Vigliar؛ ‏ ۹ فوریهٔ ۱۹۴۹) تهیه‌کننده فیلم اهل ایتالیا است.
از فیلم‌هایی که وی در ساخت آن‌ها نقش داشته‌است، می‌توان به گورباچف اشاره نمود.